# Reinhard Bonnke
Reinhard Bonnke (Königsberg, 19 de abril de 1940 – 7 de dezembro de 2019) foi um evangelista pentecostal alemão, conhecido principalmente por suas missões evangélicas em toda a África e por ter sido o fundador e líder do Christ for all Nations (Cristo para Todas as Nações), um ministério evangelístico internacional. Alegadamente, cerca de 79 milhões de pessoas teriam se convertido através do ministério de Bonkke. É autor do livro "Evangelismo por Fogo", onde conta suas experiências missionárias em todo o mundo, tendo distribuído mais de 4 milhões de cópias em cerca de 50 idiomas.

## Biografia
Reinhard Bonnke nasceu na década de 1940 em Königsberg, na Prússia Oriental, na Alemanha. Ele se converteu aos nove anos de idade, depois que sua mãe falou com ele sobre um pecado que ele havia cometido. Arrependido, pouco tempo depois ele partiu para um trabalho missionário na África aos 10 anos de idade e disse que teve a experiência do batismo no Espírito Santo. Anos mais tarde, Bonnke começou a estudar em um seminário teológico em Swansea, no Reino Unido. Após sua graduação, ele pastoreou uma igreja durante sete anos, período que antecedeu suas viagens missionárias ao Lesoto e à África do Sul, a partir de 1969.

## Christ for all Nations
Em 1974, fundou a organização missionária Christ for all Nations (Cristo para Todas as Nações, muito conhecido pela sigla CfaN) em Joanesburgo, África do Sul, tendo a sua sede transferida em 1986 para Frankfurt, na Alemanha. Ao longo dos anos, a CfaN espalhou-se por todos os continentes do mundo. Em novembro de 2017, o evangelista anunciou que realizaria a sua cruzada evangelística de despedida, na cidade de Lagos, na Nigéria. Na ocasião, 845 mil nigerianos entregaram a sua vida a Jesus Cristo, com um público superior a 1 milhão e 500 mil pessoas nos cinco dias de reuniões evangelísticas. Em um anúncio em sua página pessoal no Facebook, Bonnke disse que estava "passando a tocha" para o seu sucessor, Daniel Kolenda.

## Morte
Bonnke morreu no dia 7 de dezembro de 2019 aos 79 anos.